# Тубянский (хутор)
Тубянской — хутор в Верхнедонском районе Ростовской области.
Административный центр Тубянского сельского поселения.

## История
В 1882 году на хуторе построена однопрестольная, каменная, с деревянными верхом и колокольней церковь — Свято-Никольский храм.

## Население
| 1989 | 2002 | 2010 |
| ---- | ---- | ---- |
| 157  | ↗167 | ↘162 |

## Улицы
На хуторе имеется одна улица: Тубянская.